# Matprogram
Ett matprogram eller matlagningsprogram är ett TV- eller radioprogram om mat och matlagning. Vanligtvis visar det en eller flera TV-kockar som ger instruktioner för matlagning, men det finns också andra format, som innehåller reportage eller annat material.

## Matprogram i urval
- Elake kocken
- Här är ditt kylskåp
- Kockduellen
- Vad blir det för mat?
- Julens Goda
- Sommarens Goda
- Masterchef Australia